# Brigada antivici
 Brigada antivici  o Busting en la versió original, és una pel·lícula nord-americana dirigida per Peter Hyams, estrenada el 1974. Ha estat doblada al català.

## Argument
La pel·lícula és episòdica. Descriu la feina de dos detectius en diferents casos, amb resultats variables. El focus principal de la pel·lícula és enxampar delinqüent, el rei del delicte de Los Angeles anomenat «Rizzo» (Allen Garfield).

## Comentari
La pel·lícula és extremadament cínica, implica que el delinqüent paga… Alhora que els delinqüents més grans a la societat són homes de negocis i polítics corruptes que mai seran castigats pels seus delictes.

## Repartiment
- Elliott Gould: Vice detectiu Michael Keneely
- Robert Blake: Vice detectiu Patrick Farrel
- Allen Garfield: Carl Rizzo
- Antonio Fargas: Stephen
- Michael Lerner: Marvin
- Sid Haig: Rizzo's Bouncer
- Ivor Francis: Jutge Fred R. Simpson
- William Sylvester: Mr. Weldman